# Zelów

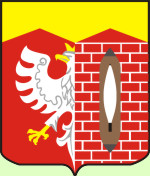
Stemă

Zelów este un oraș în Polonia.